# Luís Pérez Companc
Luís Pérez Companc (né le 2 janvier 1972 à Buenos Aires, Argentine) est un pilote de rallye. Avec son copilote José María Volta, il participe au championnat du Monde des Rallyes en tant que concurrent régulier. Il est le frère aîné de Pablo Pérez Companc, ancien pilote d'Indy Pro Series avec l'équipe Chip Ganassi Racing, mais qui a subi des blessures graves dans un accident lors de la première course de la saison en 2007.

## Biographie

### Participations en Rallyes
Il fait ses débuts en rallye sur sa terre natale en 2001. Il a ensuite remporté le championnat du Rallye d'Argentine en 2005. En 2006, il court pour la nouvelle équipe Stobart VK M-Sport Team Ford aux côtés du jeune Matthew Wilson, fils de Malcolm Wilson, le patron de l'équipe Stobart et de l'équipe première Ford, qui vise le titre constructeur mondial cette année-là. À bord de la Ford Focus, Companc court sur huit rallyes en tout en 2006, avec, comme meilleur résultat, une 6e place en Nouvelle-Zélande, soit 2 points au général. Pour épauler Perez Companc en 2007, son équipe, Munchi's Ford World Rally Team, a choisi son compatriote, Juan Pablo Raies, qui fut copiloté par le frère de Luis, Jorge. Lorsque Raies a été remplacé dans l'équipe Munchi par Federico Villagra, vainqueur en groupe N, Jorge Pérez Companc a continué de copiloter dans la deuxième voiture, à l'exception du Rallye du Japon, où il a été remplacé par José Díaz, à cause de problèmes personnels.

### Participations sur Circuits
En 2008, Perez Companc conduit en Ferrari F430 GTC pour Advanced Engineering, dans le Championnat FIA GT. Il finit 25e au général catégorie GT2, avec 24,5 points au compteur, ainsi qu'une victoire lors de la dernière course.
Il a participé à plusieurs reprises aux 24 heures du Mans : 
Il termine vingt-sixième au classement général en 2009 sur Ferrari F430 GTC.
L'année suivante, toujours sur Ferrari F430 GTC bien que qualifiés avec le quarante-sixième temps la voiture ne prend pas le départ. Il abandonne en 2011 sur  une Lola B11/40-Judd BMW engagée en catégorie LMP2. En 2012, il franchit la ligne à la neuvième place au classement général (troisième en LMP2) sur Oreca 03-Nissan avec Pierre Kaffer et Soheil Ayari. Lors de l'édition 2013, il est engagé sur une Oreca 03-Nissan en LMP2. En 2014, il finit troisième de la catégorie GTE Am sur Ferrari 458 Italia GT2 avec AF Corse.